# Herb gminy Młodzieszyn
Herb gminy Młodzieszyn – jeden z symboli gminy Młodzieszyn, ustanowiony 22 września 2006.

## Wygląd i symbolika
Herb przedstawia na tarczy koloru czerwonego postać zakonnika w srebrnym habicie z czarnym płaszczem, złotą aureolą, trzymający w dłoniach złote: monstrancję i figurę (nawiązuje do św. Jacka), a pod nim srebrną linię falistą. 